# Jan-Philipp Stein
Jan-Philipp Stein (* 1988 in Mannheim) ist ein deutscher Psychologe und Medienforscher. Seit 2023 ist er als Professor für Medienpsychologie an der Technischen Universität Chemnitz tätig.

## Leben
Stein studierte Psychologie an der Technischen Universität Dresden, wo er im Jahr 2012 mit dem Diplom abschloss. Nach ersten beruflichen Tätigkeiten als psychologischer Berater promovierte er von 2015 bis 2018 bei Peter Ohler an der Technischen Universität Chemnitz. In dieser Zeit konzipierte er unter dem Begriff „Uncanny Valley of Mind“ eine auf künstliche Intelligenz ausgelegte Weiterentwicklung des Uncanny-Valley-Modells. Für die weitere Arbeit als Postdoc wechselte Stein 2018 an den von Markus Appel geführten Lehrstuhl für Kommunikationspsychologie und neue Medien der Julius-Maximilians-Universität Würzburg. Als er im Jahr 2023 auf die Professur Medienpsychologe berufen wurde, kehrte Stein an die Technische Universität Chemnitz zurück.

## Forschungs- und Lehrschwerpunkte
Steins thematische Schwerpunkte liegen primär im Bereich der Medien- und Technologieforschung, wobei er häufig eine sozialpsychologische Perspektive verfolgt. In seiner Arbeit untersucht er mögliche Prozesse und Effekte bei der Nutzung sozialer Medien, medial vermittelte Vorurteile, parasoziale Phänomene im Kontext zeitgenössischer Unterhaltungsmedien, sowie die menschliche Interaktion mit autonomen Technologien (wie etwa generativer KI oder humanoiden Robotern). Jan-Philipp Stein hat Aufsätze in hochrangigen Fachzeitschriften (u. a. Cognition, Journal of Experimental Psychology: General, Nature Human Behavior) publiziert. Für seine Arbeit erhielt er diverse Auszeichnungen, darunter den ICA Best Paper Award sowie den Lehrpreis der Humanwissenschaftlichen Fakultät der Universität Würzburg. 

## Veröffentlichungen (Auswahl)

### Als Herausgeber
- Appel, M., Hutmacher, F., Mengelkamp, C., Stein, J.-P., & Weber, S. (2023). Digital ist besser?! Psychologie der Online- und Mobilkommunikation. Springer.

### Als Autor
- Stein, J.-P., & Appel, M. (2021). How to deal with researcher harassment in the social sciences. Nature Human Behavior, 5, 178–180. doi:10.1038/s41562-020-01011-6
- Stein, J.-P., Breves, P. L., & Anders, N. (2024). Parasocial interactions with real and virtual influencers: The role of perceived similarity and human-likeness. New Media & Society, 26(6), 3433–3453. doi:10.1177/14614448221102900
- Stein, J.-P., Cimander, P., & Appel, M. (2022). Power-posing robots: The influence of a humanoid robot’s posture and size on its perceived dominance, competence, eeriness, and threat. International Journal of Social Robotics, 14, 1413–1422. doi:10.1007/s12369-022-00878-x
- Stein, J.-P., & MacDorman, K. F. (2024). After confronting one uncanny valley, another awaits. Nature Reviews Electrical Engineering, 1, 276–277. doi:10.1038/s44287-024-00041-w
- Stein, J.-P., Messingschlager, T., Gnambs, T., Hutmacher, F., & Appel, M. (2024). Attitudes towards AI: Measurement and associations with personality. Scientific Reports, 14, 2909. doi:10.1038/s41598-024-53335-2
- Stein, J.-P., Scheufen, S., & Appel, M. (2024). Recognizing the beauty in diversity: Exposure to body-positive content on social media broadens women’s concept of ideal body weight. Journal of Experimental Psychology: General, 153(11), 2642–2656. doi:10.1037/xge0001397